# Estación Funes
La Estación Funes anteriormente llamada Bandera o Ávila (según en qué momento de la historia), es una estación ferroviaria ubicada en la localidad del mismo nombre en el Departamento Rosario, Provincia de Santa Fe, Argentina.
En 2007 se convirtió en museo, denominado como Museo Ferroviario y de la Ciudad de Funes «Juan Murray» más conocido como «Museo Murray», para relatar los orígenes y la evolución de la ciudad desde 1875 y los antecedentes de la locomotora a vapor, su evolución ligada al desarrollo del ferrocarril y del estrecho vínculo de este con la ciudad.

## Historia
Como tantos otros pueblos, la ciudad de San José nació por iniciativa de la compañía de tierras del Ferrocarril Central Argentino, una estación en el centro de cada una de las colonias favorecía el mejor aprovechamiento del ferrocarril como medio de comunicación y transporte.
Por aquel entonces, Tomás de la Torre (esposo de Modesta Ávila, dueñas de las tierras), tomando como referente el tendido ferroviario Rosario - Córdoba, funda la localidad San José con un trazado casi simétrico en relación con el mismo. Recién en el año 1875, se construye el edificio de la estación y se consigue que el tren se detenga en San José por medio de un sistema de señales con banderas que indicaba el ascenso de los pasajeros. A raíz de esto, la estación toma su primer nombre, Bandera, posteriormente llamada  Ávila en honor a Modesta Ávila, hasta que en 1893 el médico y político Pedro Lino Funes compra las tierras y renombra la estación y el pueblo como Funes.

### Década del 90'
En 1992 paró la última formación de pasajeros del servicio "Rayo de Sol", siendo la estación clausurada durante bastantes años y mínimamente tutelada por el Nuevo Central Argentino. Para el año 2000 la recuperó la Municipalidad de Funes, en donde mudó la Biblioteca municipal, que funcionó hasta 2002.

## Jefes de estación
El primer jefe de estación sería el Señor Juan Murray, quien desempeñó el cargo hasta el año 1914 y cuyo nombre lleva el actual museo de la estación.
El último jefe de estación fue Nelson "Roque" Núñez, hasta 1992 que se clausuró.

## Servicios

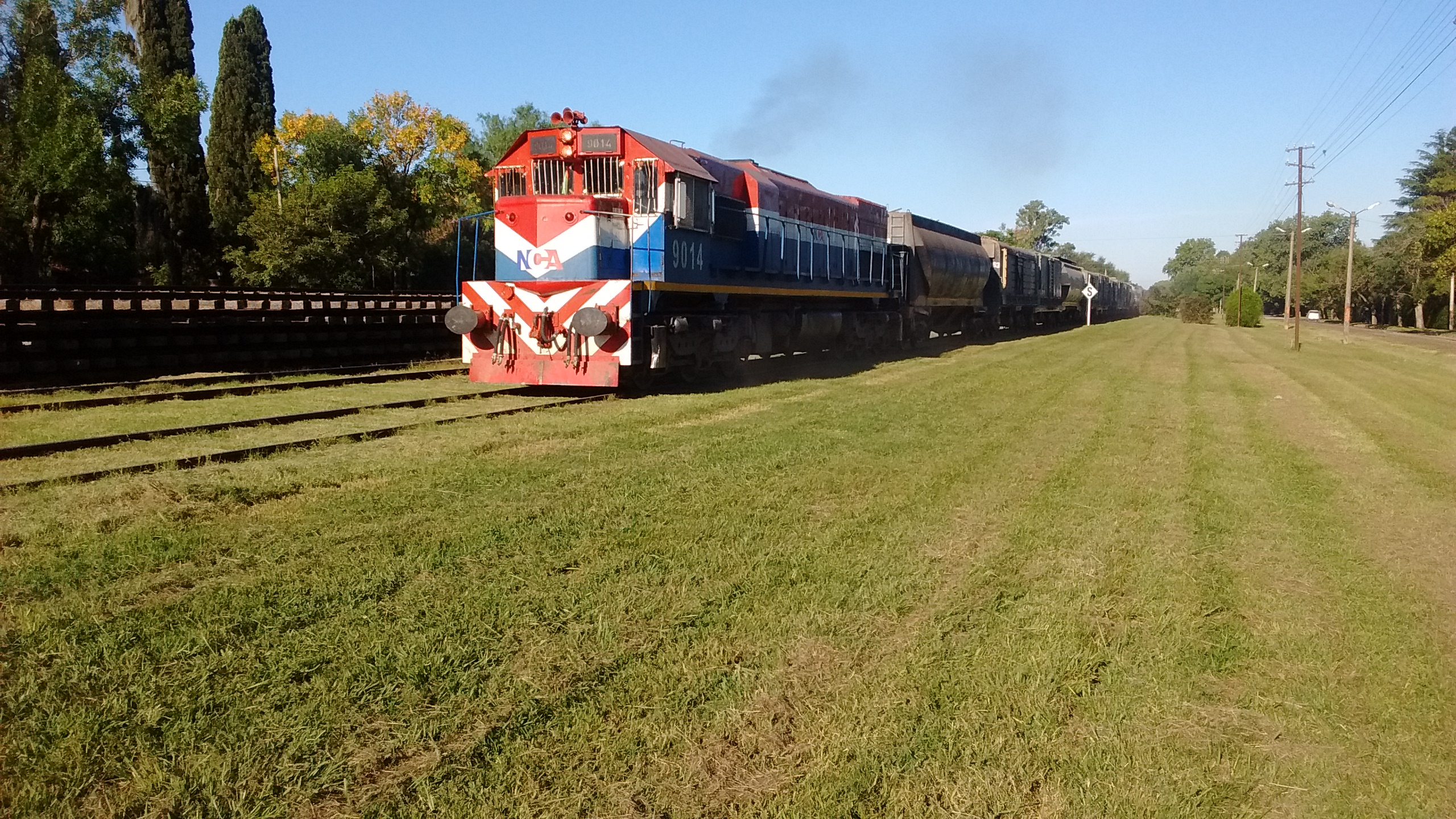
Formación del concesionario NCA pasando por Funes en dirección a Roldán

La estación corresponde al Ferrocarril General Bartolomé Mitre de la red ferroviaria argentina. Hoy está concesionada a la empresa de cargas Nuevo Central Argentino (NCA).
A través de esta estación, la ciudad de Funes se conecta con las ciudades de Rosario, Buenos Aires y Córdoba.
En cuanto al transporte ferroviario de pasajeros, a mediados de la década del 2000 se recuperaron para larga distancia: el ramal Rosario - Buenos Aires, con vías, coches y locomotoras nuevas, uniendo las estaciones de Retiro y Rosario Sur, y también el ramal Rosario Norte - Córdoba, conectando así Buenos Aires con Córdoba, pasando por Rosario y Funes.

## Actualidad
En 2007, el edificio se convirtió en museo, denominado como Museo Ferroviario y de la Ciudad de Funes «Juan Murray» más conocido como «Museo Murray», para relatar los orígenes y la evolución de la ciudad desde 1875 y los antecedentes de la locomotora a vapor, su evolución ligada al desarrollo del ferrocarril y del estrecho vínculo de este con la ciudad.
Esta estación fue seleccionada como parada intermedia del servicio de pasajeros entre Rosario Norte y Cañada de Gómez, por lo que desde el año 2020 y durante el período 2020 - 2022, se han realizado remodelaciones tanto en las vías ferroviarias como en la estación de tren (se repararon carteles, casilla de cambios e iluminación) para recuperar el servicio cancelado en 1977.
El 4 de mayo de 2022, se realizó el recorrido protocolar denominado como «marcha blanca» pasando por un total de 8 estaciones, partiendo desde Cañada de Gómez y finalizando en  Rosario Norte. Luego de 45 años desde su cancelación y varias postergaciones sobre su inauguración oficial para que comience a funcionar, este servicio fue inaugurado oficialmente el 5 de agosto de 2022, pero por motivos mecánicos y de stock, se volvió a suspender en diciembre en 2023.

## Imágenes

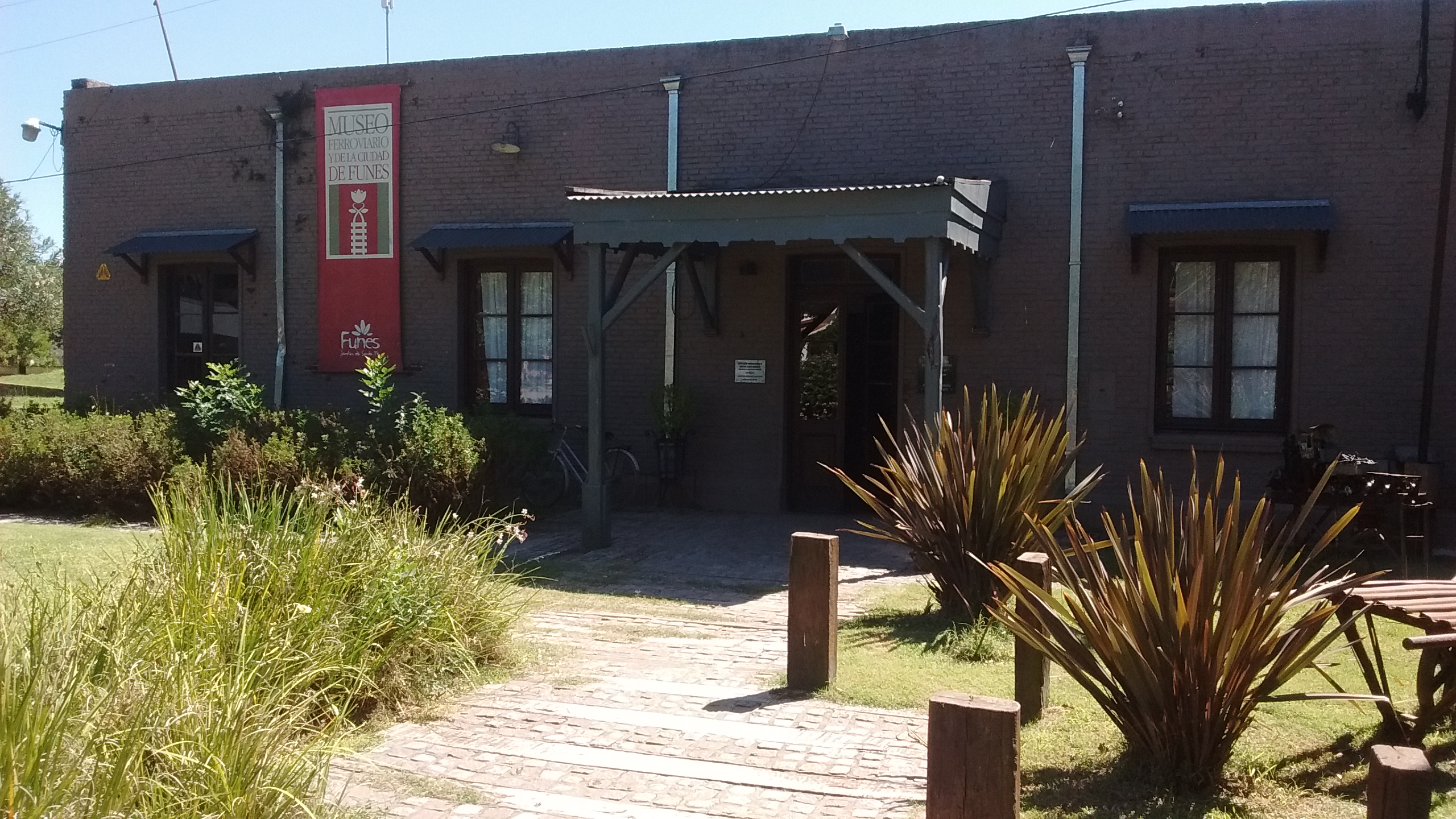
Museo Ferroviario Juan Murray
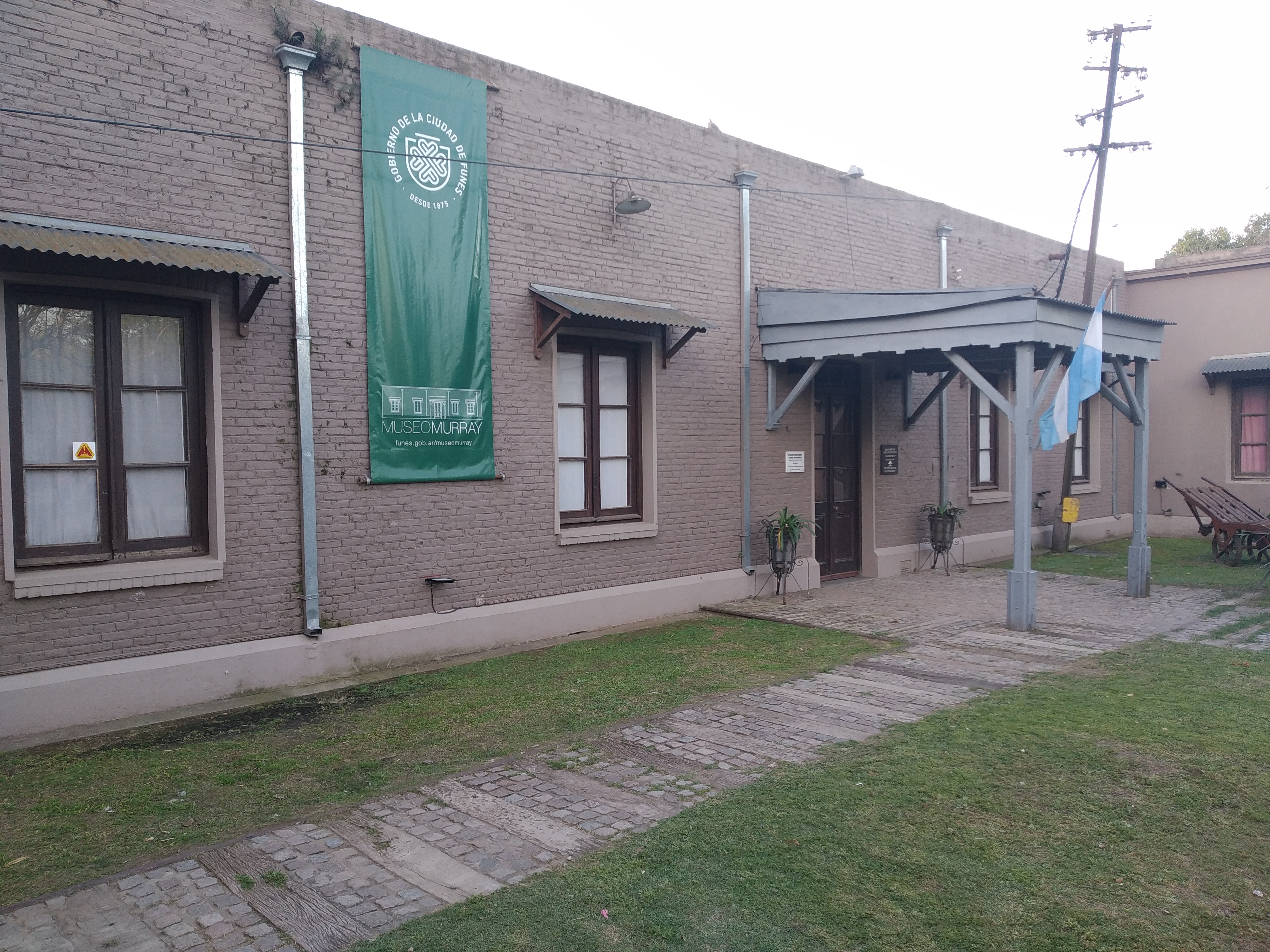
Museo de la estación Juan Murray
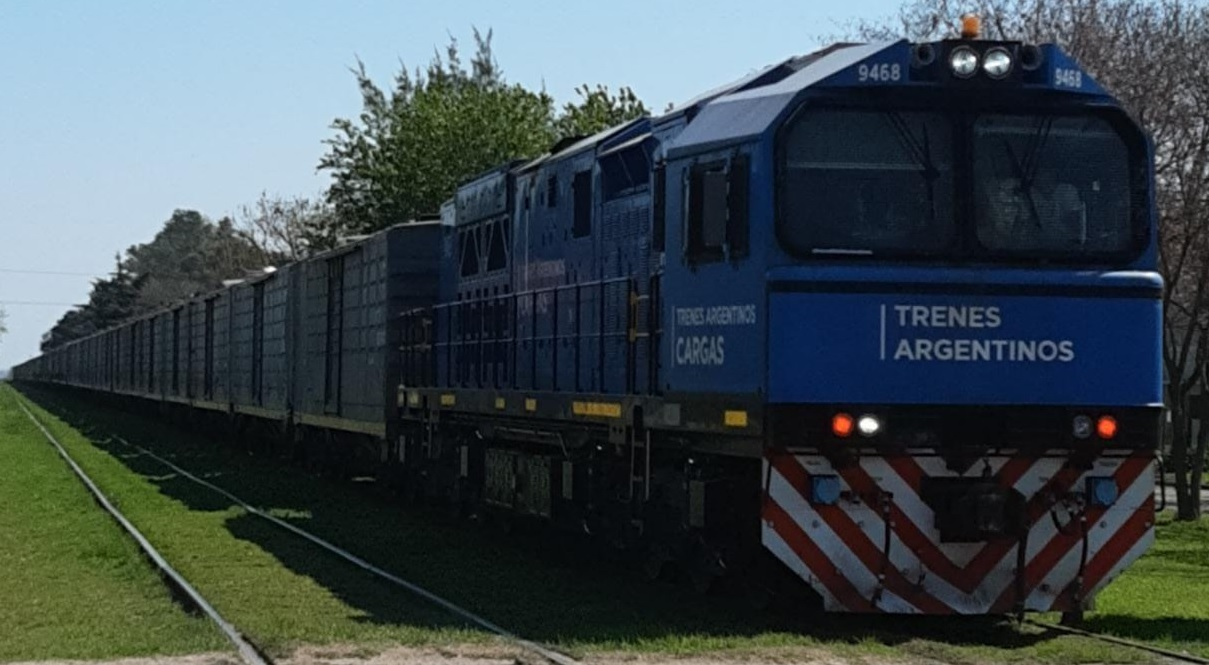
Formación carguera de la empresa Trenes Argentinos Cargas, con locomotora CRRC Qishuyan a la cabeza. En dirección a Rosario.
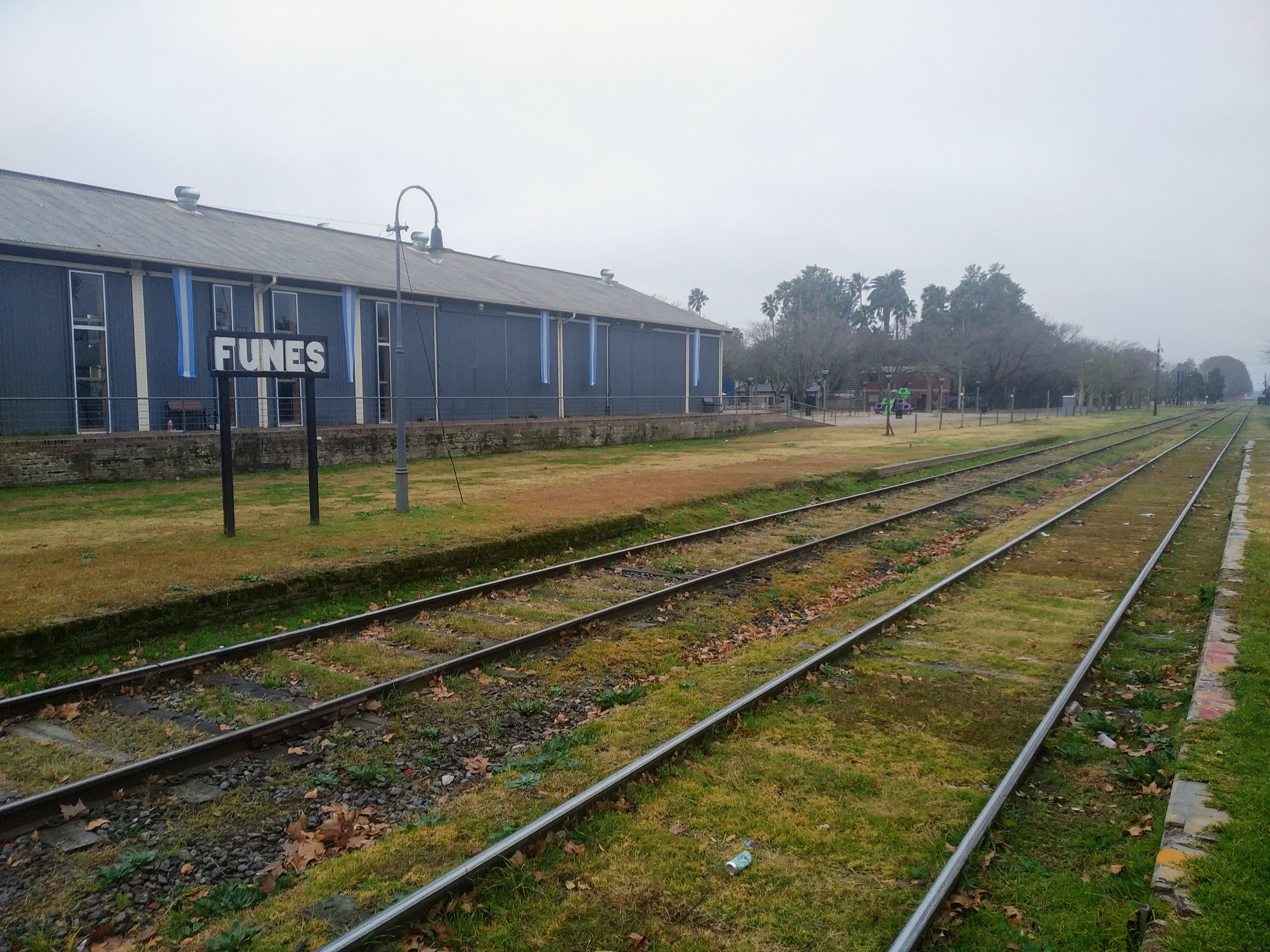
Vista del galpón ferroviario
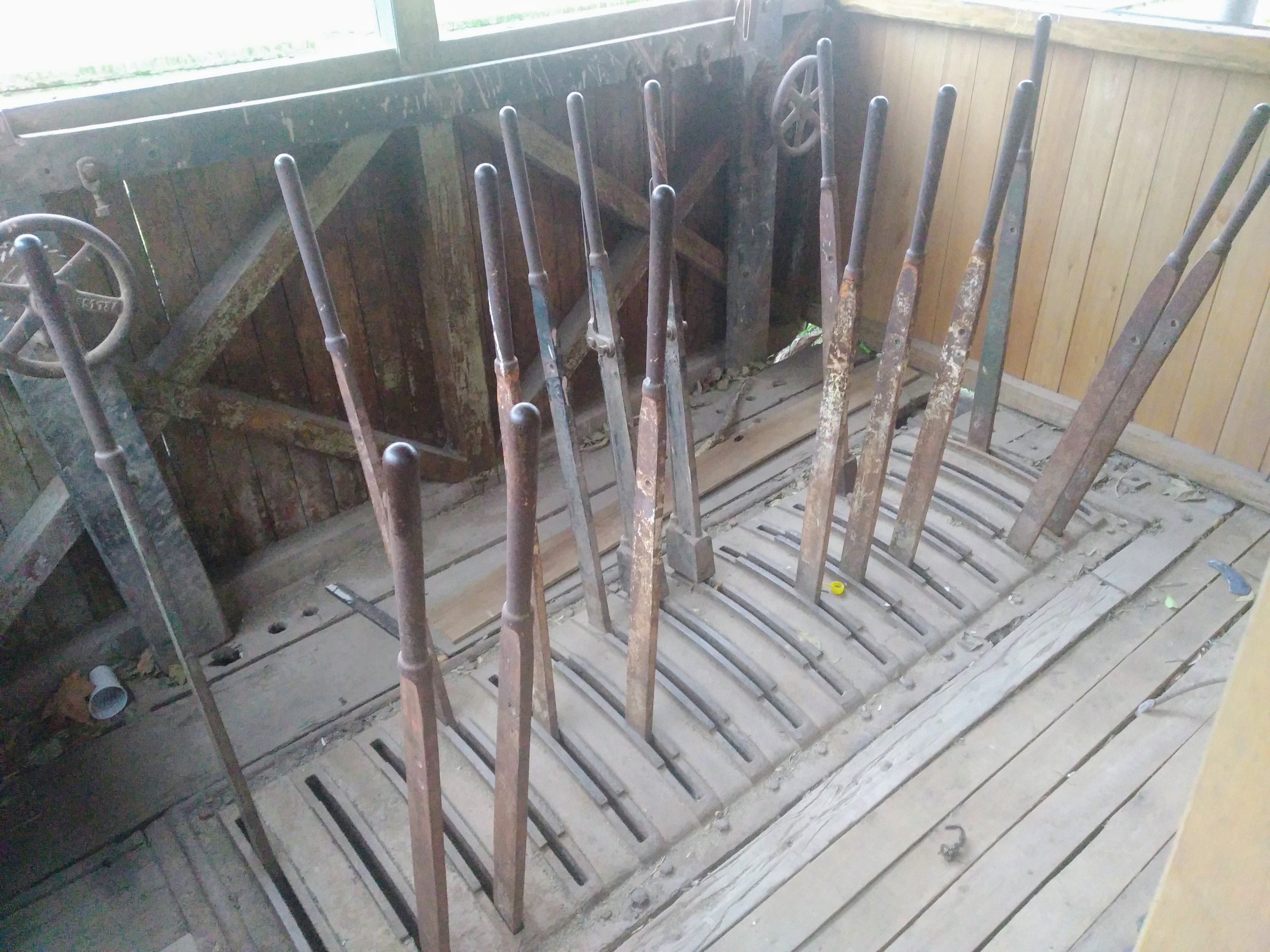
Casilla intercambiador de vías, al lado de la estación
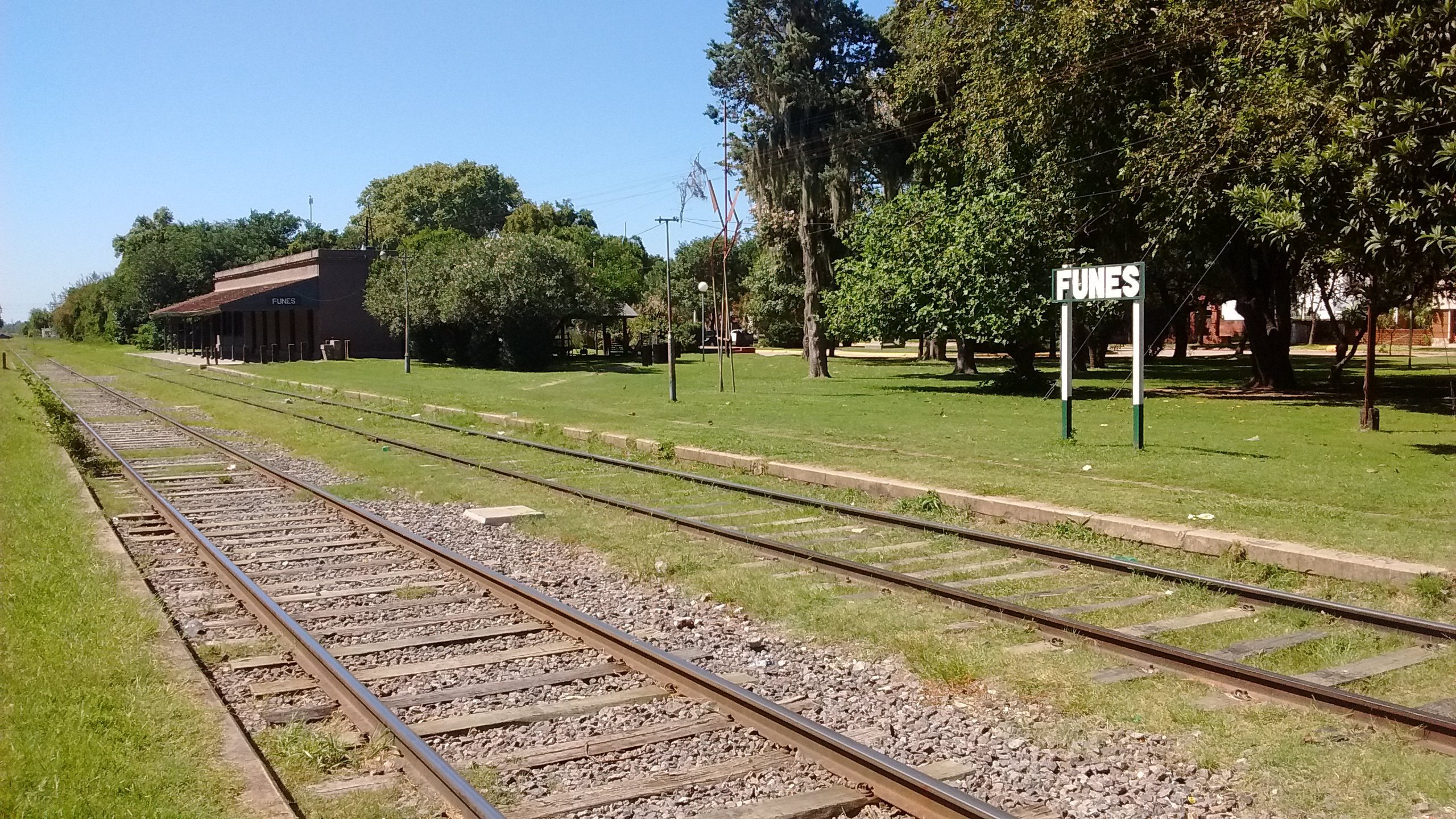
Vista de la estación y su cartel de la ciudad
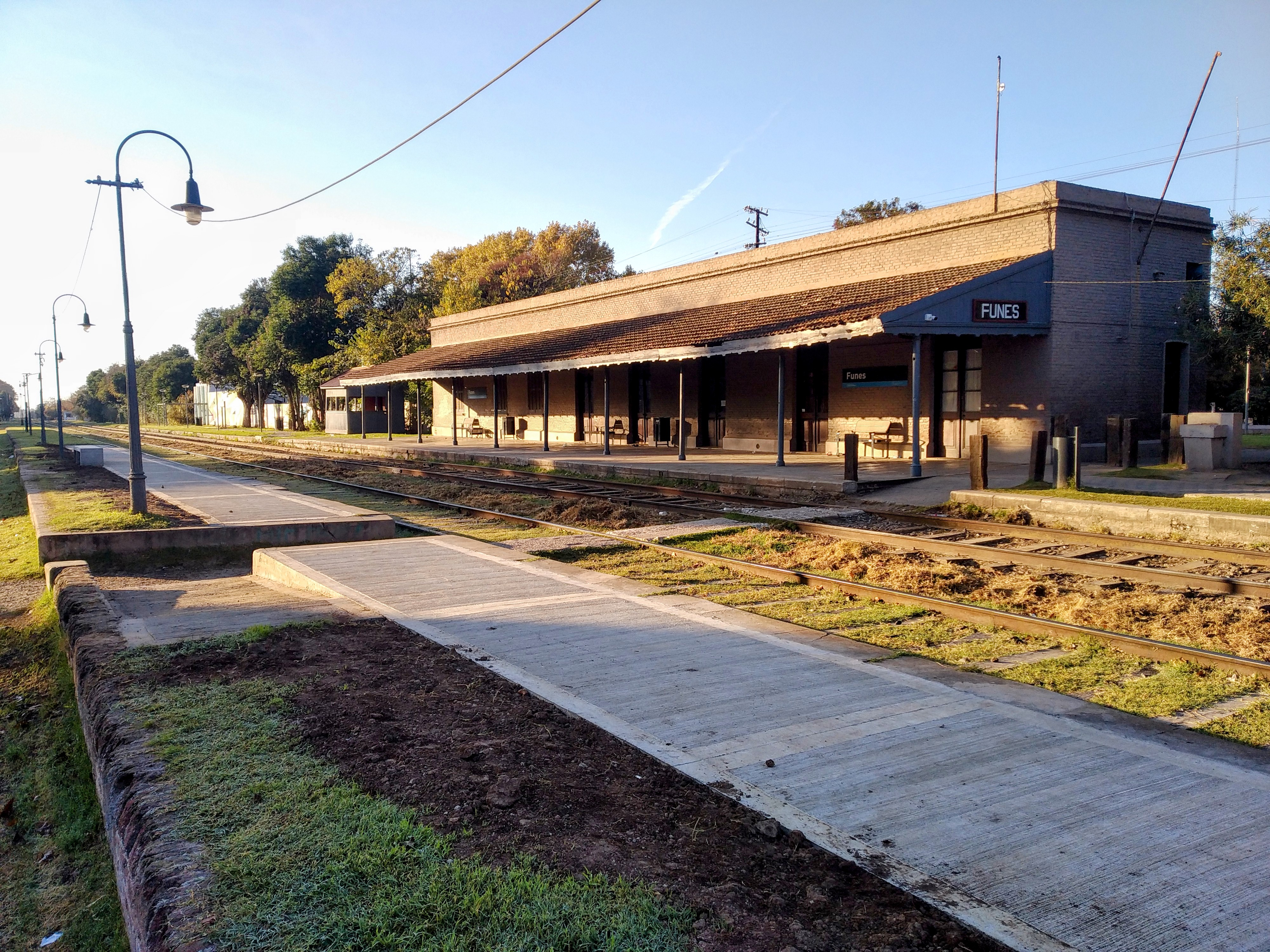
Vista de la estación de tren